# Todd Wilbur
Todd Wilbur es un escritor estadounidense de la famosa serie de libros de cocina Top Secret Recipes. La temática de los libros enseña como preparar alimentos famosos, como la hamburguesa de McDonald's Big Mac, una barra de Snickers o como hacer un Twinkie, entre otros.
Wilbur ha vendido 3.5 millones de libros, de esas ventas, el 25% estaban destinadas a QVC.
Wilbur ha aparecido en multitud de programas de televisión, como MTV News, The Oprah Winfrey Show o Good Morning America.

## Libros
- Top Secret Recipes
- More Top Secret Recipes
- Top Secret Restaurant Recipes
- Top Secret Recipes Lite!
- Low-Fat Top Secret Recipes
- Top Secret Recipes - Sodas, Smoothies, Spirits, & Shakes
- Even More Top Secret Recipes
- The Best Of Top Secret Recipes (creado exclusivamente para QVC)